# 全日本トライアスロン宮古島大会

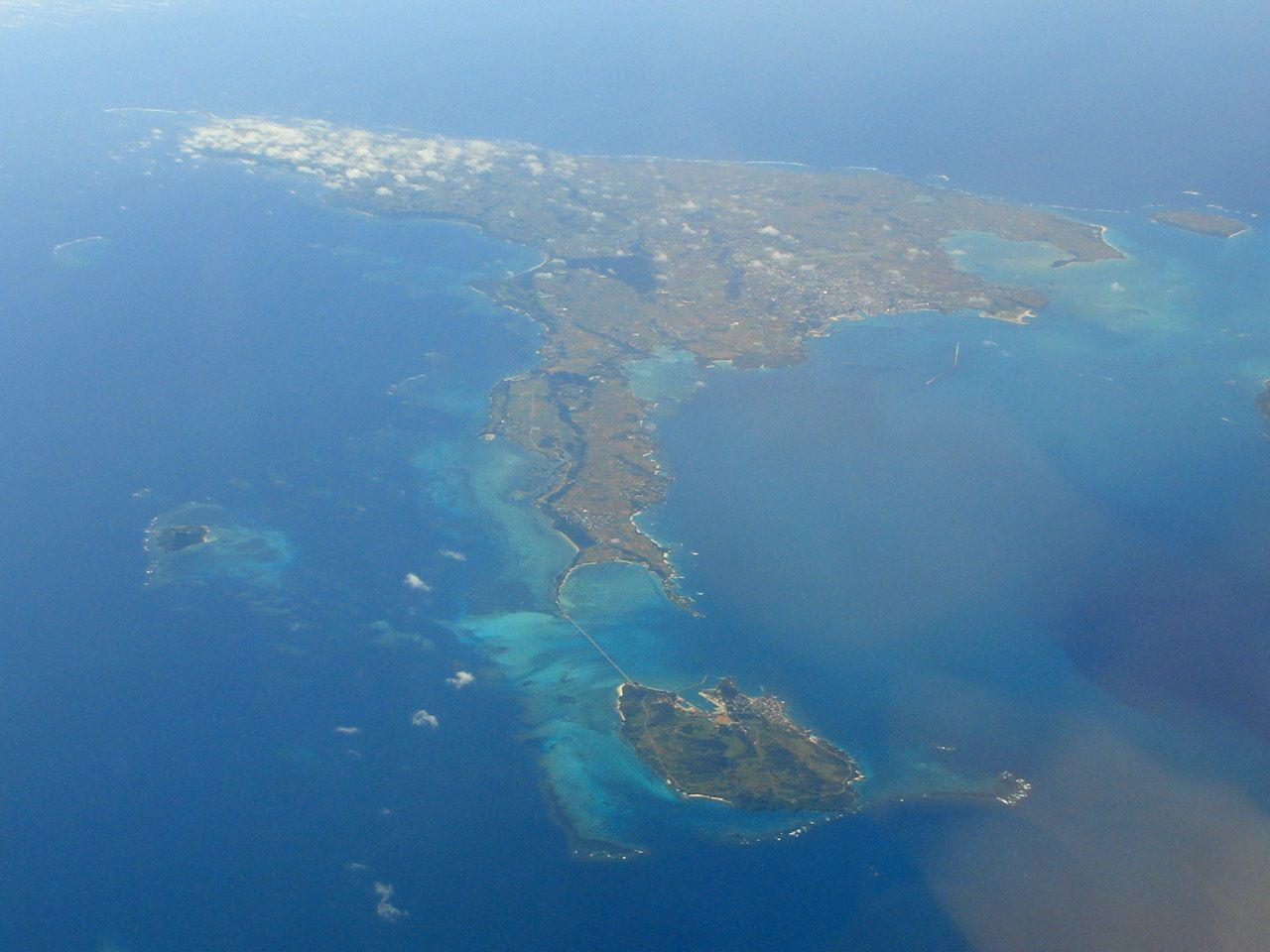
大会が行われる宮古列島

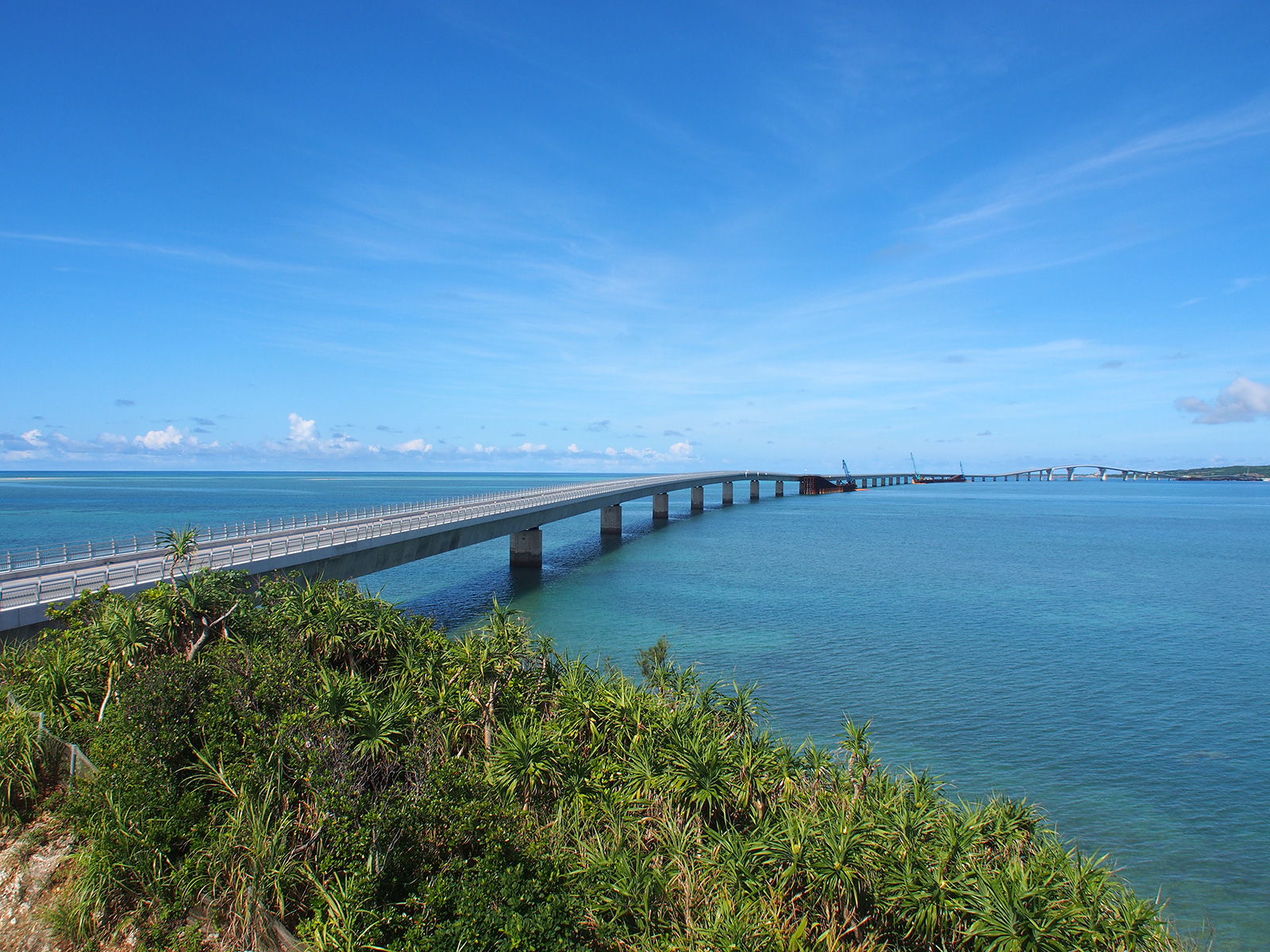
バイクコースの一部になっている伊良部大橋

全日本トライアスロン宮古島大会（ぜんにほんトライアスロンみやこじまたいかい）は、毎年4月に沖縄県宮古島市で開かれるトライアスロン大会である。主催は宮古島市、琉球新報社。主管は宮古島市スポーツ協会、宮古島トライアスロン実行委員会。

## 歴史
第1回大会は1985年4月28日に開催された。スイム3km、バイク136km、ラン42.195kmで行われ、出場選手は241名（男子224名、女子17名）、完走者は220名で完走率は91.2％であった
2014年の第30回大会では、沖縄県内のスポーツイベントでは初めての内閣総理大臣杯が新設された。
2015年の第31回大会からは、同年1月に開通した伊良部大橋を渡り、伊良部島がコースに加えられた。
2020年は新型コロナウィルス感染症の影響で中止。

## コース
- スイム - 宮古島市下地与那覇前浜（3km）
- バイク - 与那覇前浜 - 宮古島市陸上競技場（157km）
宮古島を一周しながら、伊良部大橋 - 伊良部島、池間大橋 - 池間島、東平安名崎、来間大橋を巡るコース[5]。
- ラン - 宮古島市陸上競技場付帯公認マラソンコース（陸上競技場 - 城辺保良折り返し）（42.195km）